# John Orlando
John Orlando (ur. 15 października 1960) – nigeryjski piłkarz grający na pozycji obrońcy. W swojej karierze grał w reprezentacji Nigerii.

## Kariera klubowa
W swojej karierze piłkarskiej Orlando grał w klubie Shooting Stars FC.

## Kariera reprezentacyjna
W 1980 roku Orlando został powołany do reprezentacji Nigerii na Igrzyska Olimpijskie w Moskwie i Puchar Narodów Afryki 1980. W tym pucharze był rezerwowym i nie rozegrał żadnego meczu. Z Nigerią wywalczył mistrzostwo Afryki.